# 속초중학교
속초중학교(束草中學校)는 대한민국 강원특별자치도 속초시 교동에 있는 공립 중학교이다.

## 학교 연혁
- 1951년 10월 16일 : 속초중학교 설립인가 (3학급)
- 1994년 5월 1일 : 신축교사 이전
- 2006년 3월 1일 : 학급 증설인가 (30학급)
- 2024년 3월 1일 : 제29대 정연태 교장 부임
- 2025년 1월 7일 : 제74회 졸업식(166명 졸업, 총 졸업생 23,595명)

## 참고 자료
- 속초중학교 - 한국교육학술정보원 학교알리미